# Крново
Крново је висораван у северном делу Црне Горе. Окружена је огранцима планине Војник, која се степеничасто спушта према Никшићком пољу. Захвата територије три општине: Никшић, Шавник и Плужине. Налази се 6,5 км јужно од Шавника, око 20 км североисточно од Никшића и око 50 км северно од главног града Подгорице. Заједно са висоравни Коњско и Лукавицом чини област која је међу планинарима и љубитељима природе позната као „црногорски Тибет”. Просечна надморска висина ове висоравни је око 1.500 м. Надалеко је чувена по бројним катунима и стадима оваца која су ту некада пасла. Још је чувенија по јаким ветровима који преко ње дувају и зимским мећавама. Налази се на 15 км од скретнице на Јасеновом пољу, у правцу ски-центра Вучје, на магистралном путу Никшић-Шавник.

## Географија
Висораван Крново се налази у централном делу Црне Горе, између Горње и Жупске Лукавице, долине реке Бијеле, планине Војник и Никшићке Жупе. Окружена је огранцима планине Војник на западу, која се степеничасто спушта према Никшићком пољу и висоравни Коњско, Лукавица и Морачких планина на истоку. Просечна надморска висина висоравни је око 1.500 м, а највиши врх је Крновска главица, са надморском висином од 1.608 м. Висораван је правоугаоног облика, са правцем пружања од југоистока према северозападу, дужине 12 км и југозапада према североистоку, ширине 10 км. Представља широк превој између висоравни Лукавице и планине Војник и развође између река Пиве и Зете, односно црноморског и јадранског слива на овом подручју. У прошлости је представљала и главну саобраћајну везу између севера и југа Црне Горе.
Крново је морфолошки кратка зараван застрта моренским наносом ледника који су се спуштали са Горље Лукавице према долини Биијеле и Никшићком пољу. Широко је отворена према планинама Лоли, Коњско, Лукавици и Војнику и котлинама, шавничкој и Никшићком пољу, па је зато и изложена временским непогодама.

### Локација
Простор висоравни Крново захвата територије три општине: Никшић, Шавник и Плужине. Најближе градско насеље је Шавник, који је удаљен 6,5 км . Најближи већи град је Никшић, удаљен је око 20 км ка југозападу, а главни град Подгорица око 50 км ка југу. Заједно са висоравни Коњско и Лукавицом ова област је међу планинарима позната као „црногорски Тибет.

### Рељеф
Регион северног и централног дела Црне Горе обухвата високе планине између којих су висоравни, клисуре и кањони. Гранични низ планина ова два региона чине планине Војник, Маганик, Прекорница, Камник и Жијово, а на овом простору се налазе и висоравни Крново, Коњско, Лукавица и Лола. Део овог подручја је сиромашан водом, а делови са кречњачком подлогом су сасвим безводни.

### Клима
Крново је познато по врло карактеристичким климатским особеностима. Подручје Крнова и околине влада влада оштра високопланинска, субалпска клима. Цело подручје је познато по оштрим зимама које доноси планина Војник која доминира целим северним делом Никшићког поља. Посебно су познати чести снежни наноси на висоравни Крново. Просечна годишња температура на Крнову је само 5 °C.
Морфолошки отворено према Никшићком пољу, Бјелопавлићкој равници и даље према Скадарском језеру и Јадранском мору, Крново је и природним и антропогеографским карактеристикама особено и јасно одвојено од околних планинских предела. Управо његов положај условљава екстремне зимске прилике, какве су мећаве са изузетно великом количином снега. Крново је пре свега релативно висока висораван у форми горског превоја између знатно вишие Лукавице и планине Војник на једној страни, и далеко ниже шавничке котлине на северу и Никшићког Поља на југу. Измеду ове две котлине Крново представља врло изразиту климатску препреку. Топли облаци, ношени јужним ветром са Јадрана на путу према Дурмитору, до овде немају вићих препрека. Крајем новембра и у првим зимским данима сав падавински товар у обилику снега изручи се на Крново. Зато просечна дебљина снежног покривача овде у фебруару прелази два, а у наносима чак четири и више метара. За људе који прелазе Крново у зимским данима није изненађење да недељама, а понекад и месецима, телефонске жице и стубове не виде из сметова.
Није Крново мање необично нити питомо ни током лета. Према причама мештана, усред лета се дешавало да се киша претвори у град, а затим и у снежну вејавицу која потпуно прекрије околне пашњаке. Памти се снег који је пао 22. јула 1967. и 19. аугуста 1950. године.
Висораван је чувена и по јаким ветровима који преко ње дувају, као и по зимским мећавама.
Резултати мерења брзине ветра (м/с) за период од 9. септембра 2008. до 9. септембра 2009. године, на локацијама на Крнову и у околини:
| Локација | септ. | окт. | нов. | дец. | јан. | феб. | март | апр. | мај  | јуни | јули | авг. | сеп. | год. просек |
| -------- | ----- | ---- | ---- | ---- | ---- | ---- | ---- | ---- | ---- | ---- | ---- | ---- | ---- | ----------- |
| Гвозд    | 6.22  | 5.29 | 5.58 | 8.11 | 6.66 | 9.09 | 8.66 | 5.01 | 5.61 | 5.24 | 5.34 | 6.07 | 7.74 | 6.24        |
| Буковик  | 6.01  | 4.77 | 5.22 | 6.93 | 5.12 | 8.46 | 7.53 | 4.44 | 4.99 | 4.18 | 4.33 | 5.15 | 7.52 | 6.47        |
| Коњско   | 4.29  | 3.96 | 4.51 | 6.89 | 4.68 | 6.75 | 6.55 | 3.89 | 4.48 | -    | -    | -    | -    | 5.66        |

### Вегетација
Централном планинском региону припада највећи део високопланинских пашњака и рудина у Црној Гори. Крново је предео на коме доминира управо пашњачки комплекс високих планина.

## Саобраћај
Преко Крнова пролази стари пут Никшић-Шавник, на надморској висини од 1475 м. Овај пут је током зиме најчешће завејан и непроходан. После изградње новог магистралног пута преко планине Војник овај пут не налази се међу приоритетним за чишћење снега. Овај планински крај некада је био препознатљив не само домаћој, већ и страној јавности, управо по великим снежним наносима. До изградње новог пута преко планине Војник Шавник је сваке зиме због снежних сметова бивао данима одсечен од света. Данас се до Крнова може доћи магистралним путем Никшић-Шавник. Налази се 15 км удаљен од скретања на Јасеновом пољу, у правцу ски-центра Вучје.

## Историја
На локацији Глогов поток пронађени су остаци грнчарије и насеља за које се претпоставља да су илирског порекла. Неколико бунара на овом археолошком локалитету и средином 20. века још увек је служило као појилиште бројним стадима катунара крновских катуна Суво Поље, Смољевине и Глогов Поток.
Крново је један од најнижих превоја између Приморја и севера Црне Горе, па је овуда и у средњем веку ишао пут који је повезивао Дубровник и Котор, односно Оногошт на једној, и рударски град Брсково на другој страни. Овај је пут имао велики прометни и магистрални значај. Њиме је пролазила роба која је за то време имала велику вредност. На примјер, само 1282. године вредност трговине која је ишла овим путем била је једнака 3.220 коња, или 276 једрењака, односно вредности 1.303.042 кг говедине или 1.933.516 кг пшенице. Ове вредности би одговарале данашљој вредности од неколико милијарди динара. Значај овог пута види се ако се упореди са вредношћу робе која је пролазила неким од најважнијих европских трговачких путева тог времена: промет робе која је пролазила преко Крнова био је раван 10% промета који је 1267. године ишао Рајном кроз град Кобленц, илл око 20% робе која је тада ишла преко превоја Сент Готард (Sankt Gotthard) у данашњој Швајцарској, у то време главне трговачке везе између северне Италије и западне Европе.
Доласком Турака промет саобраћајницом преко ове висоравни скоро да је престао. Од почетка 16. до краја 19. века Крново има више улогу препреке него превоја, односно повезнице између црногорских жупа на југу и планинског залеђа на северу. На овој висоравни водиле су се многе борбе ускока са Турцима. Према причама које се преносе с колена на колено, на Крнову, поред пута што од Никшића води према Шавнику давно је постављено спомен обележје ускоку Вуку Лопушини за кога многи сматрају да је баш ту погинуо, мада постоје и мишљења да је погинуо на планини Лола.
Борбе су се на овој висоравни водиле жестоке борбе и током Другог светског рата. На Крнову се налази спомен плоча постављена као сећање на борце погинуле у борбама са италијанским дивизијама. Пред крај рата, 26. августа 1944. године, овде се десио и сукоб партизанских и четничких снага, у коме је изгинуо велики број бораца са обе стране. Том приликом Седма омладинска партизанска бригада разбила је Гвоздени пук Павла Ђуришића, чија је замисао била да сабрану интелектуалну омладину припреми за официрска звања, како би касније постали окосница Равногорског покрета. Касније су бујице, према причама локалног становништва, избациле из земље кости страдалих, које су чобани сакупљали и оне су сахрањиване на једном узвишењу. То узвишење названо је Лобања главица.
Половином 20. века оправданост саобраћајнице преко Крнова оспоравана је чињеницом немогућности одржавања услед климатских непогода. Године 1975. године пут је реконструисан и асфалтиран и тако је поновно оживела ова вековима најлакша и најприроднија веза између северне и јужне Црне Горе, односно између двају значајних тачака европског туризма, Дурмитора и Црногорског приморја.

## Привреда
Крново је слабо насељена област. Углавном се састоји од пољопривредног земљишта које се култивише од пролећа до јесени, а такође се у последње време повећао и број сточара, због еколошких услова које пружају планински пашњаци. У прошлости је била надалеко чувена по бројним катунима и стадима оваца која су ту некада пасла. Значајан ресурс представљају и извори питке воде, који је велики број у околини, а један од њих је и Крновско врело.

### Земљорадња
Главна култура која се узгаја на Крновској висоравни је кромпир. Овај локалитет заузима велики простор од висоравни Лукавице са једне до
планине Војник са друге стране, на надморској висини од 1.000 – 1.400 метара. У погледу земљишних и агроклиматских услова ово подручје је идеално како за производњу семенског тако и меркантилног кромпира. Годинама уназад видна је тенденција повећања површина под овом ратарском културом, а из године у годину све је већи број и пољопривредника који се на интензиван начин баве гајењем кромпира. Углавном сви они поседују комплетну механизацију за обављање свих потребних агротехничких операција од
обраде преко садње, до употребе заштитних средстава и самог вађења. Упоредо са повећањем површина присутно је и перманентно повећање количине и квалитета приноса, а сам квалитет кромпира омогућава да целокупна производња буде реализована на домаћем тржишту. На Крнову се кромпир сади на више од 150 хектара. Сади се више сорти овог поврћа, а на производњу семенског кромпира отпада око 30%, док је остатак производње меркантилни кромпир. На Крнову је 2010. године покренута и органска производња кромпира.

### Сточарство
Крново је познато као изразито богат сточарски крај. По узгоју стоке, посебно оваца, било је познато још у средњем веку, а можда и раније. Катуни Кресојевић (Cresouci, Cresoe, Cresoeuich) помињу се у документима из 1381. године, а од 1413. године зову се катуни Групше Кресојевиђ. Неки од крновских катуна помињу се и у дубровачким изворима из 1445. године — катун „in Biella in Drobgnaci”.
Сточарство је у прошлости овде било главна привредна грана. Tрадиционално катунско сточарство, нарочито овчарство, је заступљено и сада на планинама, али је у опадању због деградираности пашњака и исељавања становништва. Због повољних еколошких услова које пружају ови планински пашњаци у последње време повећао се број сточара на Крнову.

### Енергетика
Ветар представља неисцрпан еколошки извор енергије и значајан ресурс у производњи електричне енергије, чији глобални потенцијал вишеструко превазилази потребе. Спада у обновљиве и неограничене изворе енергије и не загађује животну средину. При томе ствара 200 пута више енергије него што је данас свету потребно.
Обзиром на климатске услове и јачинуи учесталост ветрова, на Крнову је у мају 2017. године почео са радом први ветропарк у Црној Гори. Изградња ветропарка започела је 2015. године, а са пробрним рдом започео је у мају 2017. Дозволу за рад Министарство одрживог развоја и туризма Црне Горе издало је крајем августа месеца исте године. Изградња 26 турбина коштала је 120 милиона евра. У тренутку када је изграђен био је то ветропарк на највећој надморској висини у Европи. Представља први велики производни објекат у области електроенергетике од изградње пљеваљске Термоелектране 1982. године.
На земљишту око ветропарка организована је и производња кромпира. Висораван Крново је одавно позната по квалитетном узгоју овог поврћа.

## Туризам на Крнову
Због близине Националног парка Дурмитор и због своје дивље лепоте, Крново постаје све пожељнија туристичка дестинација гостију из околних земаља. Груба и немилосрдна висораван због сурове климе, јаких мећава и ветрова привлачи људе авантуристичког духа. Посебну посластицу за љубитеље адренаина представљају вожња моторима, летење параглајдером или планинарење несавладивим и непрелазним превојима. У туристичку понуду Црне Горе уврштен је и Ветропарк Крново. Једна од атракција свакако су и катуни, привремене пастирске колибе, по којима је овај традиционално сточарски крај познат. Предео Крнова погодно је за изградњу туристичко-рекреативних комплекса. Терен на Вучју је погодан за пешачење и планински бициклизам, јер поседује маркиране пешачке и бициклистичке стазе у правцу висоравни Коњско,  Лукавица и Капетановог језера.

### Скијање
На падинама висоравни Крново, на надморској висини већој од 1.300 м, налази се туристичко-рекреативни комплекс ски-центар Вучје. У оквиру комплекса налази се планинарски дом, мотел са 60 лежајева, ресторан и кафана. Центар располаже сервисом за изнајмљивање и поправку ски опреме. На скијалишту Вучје, рекреативцима и спотистима скијашима на располагању су четири скијашке стазе:
- рекреативна скијашка стаза душине 1.250 м
- две такмичарске стзе, свака дужине 400 м
- дечија ски стаза дужине 120 м

До њих воде три ски-лифта, укупног капацитета 900 скијаша на сат:
- ски-лифт „Пома”, дужине 1.000 м
- ски-лифт „Пионир”, дужине 410 м
- ски-лифт „Цицибан” - дужине 120 м[28]

Посетиоцима ски-центра Вучје на располагању је и сноуборд парк са скакаоницама.

### Пешачење
Предели Крнова представљају идеалан терен за пешачење (Hiking) кроз природне пределе, веома популарну рекреативну активност у многим развијеним земљама. Неке од популарних тура су видиковац на Ђурковом брду, Розину врху,  и Капетаново језеро. Пешачке туре не захтевају посебну опрему нити посебну припрему, а туристима пружају уживање у природи, емоционално опуштање, као и одличну прилику за стицање кондиције. Пешачке туре су актуелне од ски-ценра Вучје, преко Коњског убла, Зеленог бријега, Арапова потока (Конјско) до крајњег одредишта на Лукавици и Капетановом језеру.

### Бициклизам
У околини туристичко-рекреативних комплекса Вучје налазе се одлично обележене бициклистичке стазе разних категорија и дужина: лаке, средње тешке и тешке стазе, дузине 3-20 км. У самом комплексу могу се изнајмити рекреативни и бицикли за брдску вожњу за децу и одрасле, кациге и додатна седишта за малу децу.

### Параглајдинг
Често присуств ветра погодно је за падинско једрење параглајдером. Крново је познато по могућности за полетање по свим правцима ветра, као и без ветра, а простране ливаде које покривају комплетан видокруг омогућавају пилотима слетање по сопственом избору. Ово полетиште идеално је за почетнике, а целом дужином до полетишта води асфалтни пут, погодан за све врсте возила. Ово полетиште је место на коме је већина црногорских пилота направила своје прве летове.

### Едукативни турузам
У туристичку понуду укључен је и обилазак ветропарка Крново. На простору комплекса ветропарка постављене су инфо-табле са основним информацијама. У оквиру наставе у области екологије и заштите животне средине за црногорске ученике се на Крнову организују еко-кампови, у оквиру којих млади обилазе ветропарк и термоелектрану „Пљевља”, са друге стране планине и Националног парка Дурмитор. Са магистралног пута Никшић-Шавник до парка се долази асфалтираним путем, а скретање, као и свака турбина, обележени су инфо-таблама са основним информацијама.

### Манифестације
Током зиме 1999/2000. на Вучју је одржан први ски фестивал у Црној Гори. Од 2015. године, током марта месеца, ски центар Вучје организује Snow dance фестивал.

### Гастрономија
Традиционална храна на Крнову слична је као и у остатку планинских предела Црне Горе. Основу чине свеже и суво месо, млеко и млечни производи - кисело млеко, Сир, скоруп (кајмак) и грушевина. Традиционална јела су чорба од кромпира или пасуља са свежим или сувим месом, хлеб направљен од мешаног пшеничног, јечменог и ражаног брашна, пита савијача са сиром или кајмаком, цицвара на младом кајмаку и приганице.